# Chapelle Saint-Laurent de Leuc
La chapelle Saint-Laurent de Leuc est une chapelle située à Leuc, en France.

## Localisation
La chapelle est située sur la commune de Leuc, dans le département français de l'Aude.

## Historique
En dehors de documents modernes, la seule mention de cette église date de 1269. Cette chapelle champêtre dépendait de l'ancienne paroisse de Saint-Martin dont il ne reste aucun vestige. L'édifice est à nef unique avec abside semi-circulaire. Une travée couverte en berceau sépare la nef de l'abside et forme un embryon de chœur. L'abside est voûtée en cul de four. La nef n'est pas voûtée et était autrefois couverte en charpente. Décoration extérieure lombarde, à l'abside uniquement. Quatre lesennes en faible saillie supportent des arcs groupés par trois.
Les vestiges ont été inscrits au titre des monuments historiques en 1948.